# Reggae Albums
De Reggae Albums (ook wel Top Reggae Albums) is een hitlijst die gepubliceerd wordt door Billboard. De lijst omvat statistieken van reggae-albums die populair zijn in de Verenigde Staten. De gegevens zijn gebaseerd op verkoopcijfers, die samengesteld zijn door Nielsen SoundScan.